# アル・アルバカーキ
アルベルト・ホセ・アルバカーキ（Alberto Jose Alburquerque, 1986年6月10日 - ）は、ドミニカ共和国・サン・ペドロ・デ・マコリス州サンペドロ・デ・マコリス出身のプロ野球選手（投手）。右投右打。北米独立リーグ・アトランティックリーグのロングアイランド・ダックス所属。

## 経歴

### プロ入りとカブス傘下時代
2003年にシカゴ・カブスと契約。
2004年に傘下ルーキー級ドミニカン・サマーリーグ（DSL）のDSLカブスでプロデビュー。13試合（うち先発6試合）に登板して、4勝1敗1セーブ、防御率1.57の成績を残した。	
2005年はトミー・ジョン手術のリハビリのため試合には出場せず、2006年に傘下ルーキー級アリゾナリーグ（AZL）のAZLカブスで復帰。
マイナー時代は相次ぐ故障に悩まされ、2007年は肘と肩の痛みで2度故障者リストに入り、2008年4月には肩の手術を受けている。

### ロッキーズ傘下時代
2009年7月2日にジェフ・ベイカーとのトレードで、コロラド・ロッキーズへ移籍。
2010年はAA級タルサ・ドリラーズで防御率4.98に終わり、シーズンオフにFAとなった。

### タイガース時代
ロッキーズ退団後は数球団が獲得に興味を示したが、11月19日に40人枠に入れるメジャー契約を提示したデトロイト・タイガースへ移籍した。

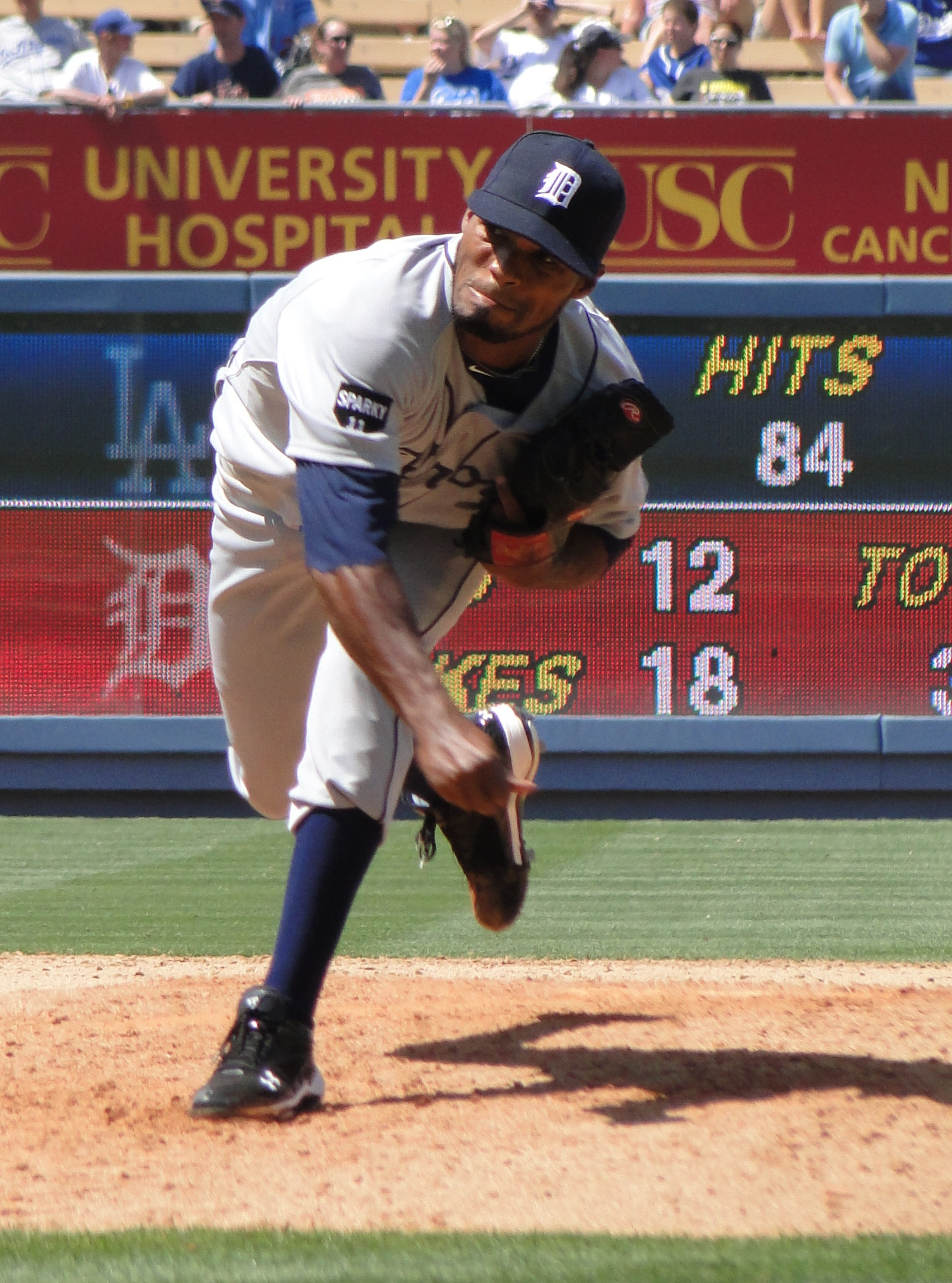
2011年6月22日

2011年はAAA級トレド・マッドヘンズでスタートしたが、4月15日のオークランド・アスレチックス戦でメジャーデビュー。リリーフの一員として好投を続けていたが、8月12日の試合前の打撃練習で、ボルチモア・オリオールズのロバート・アンディーノが放った打球を頭部に受け、病院に搬送された。翌日には退院したが、脳震盪による故障者リストに入った。9月4日に故障者リストから復帰した。ルーキーイヤーながら、防御率1.87という好成績を残した。しかし、12月16日に右肘の手術を受けることが決まり、復帰は翌年のオールスター以降になると見られた。
2012年7月後半からマイナーでのリハビリ登板を開始し、9月4日に戦列に復帰した。
2014年1月17日にタイガースと83万7500ドルの1年契約に合意した。この年は、リリーフ陣の一角に定着し、ア・リーグ10位タイとなる72試合に登板した。スライダーへの依存度を強めたことと、三振を奪うのに拘り過ぎなくなった事で投球内容が安定し、防御率2.51という好成績を記録した。
2015年は、3年連続50試合以上となる67試合に登板し、4勝（1敗）を挙げたものの防御率は4.21と悪化した。12月2日にノンテンダーFAとなった。

### エンゼルス傘下時代
2016年1月19日にロサンゼルス・エンゼルスと1年110万ドルで契約を結んだ。開幕は傘下のAAA級ソルトレイク・ビーズで迎えた。5月21日にDFAとなり、24日に40人枠を外れる形でAAA級ソルトレイクへ配属された。その後、6月13日にメジャー契約を結んで昇格した。8月8日に再び40人枠外となり、13日に自由契約となった。

### マリナーズ傘下時代
2016年8月23日にシアトル・マリナーズとマイナー契約を結び、傘下のAAA級タコマ・レイニアーズへ配属されたがメジャー昇格はなく、11月7日にFAとなった。

### ロイヤルズ傘下時代

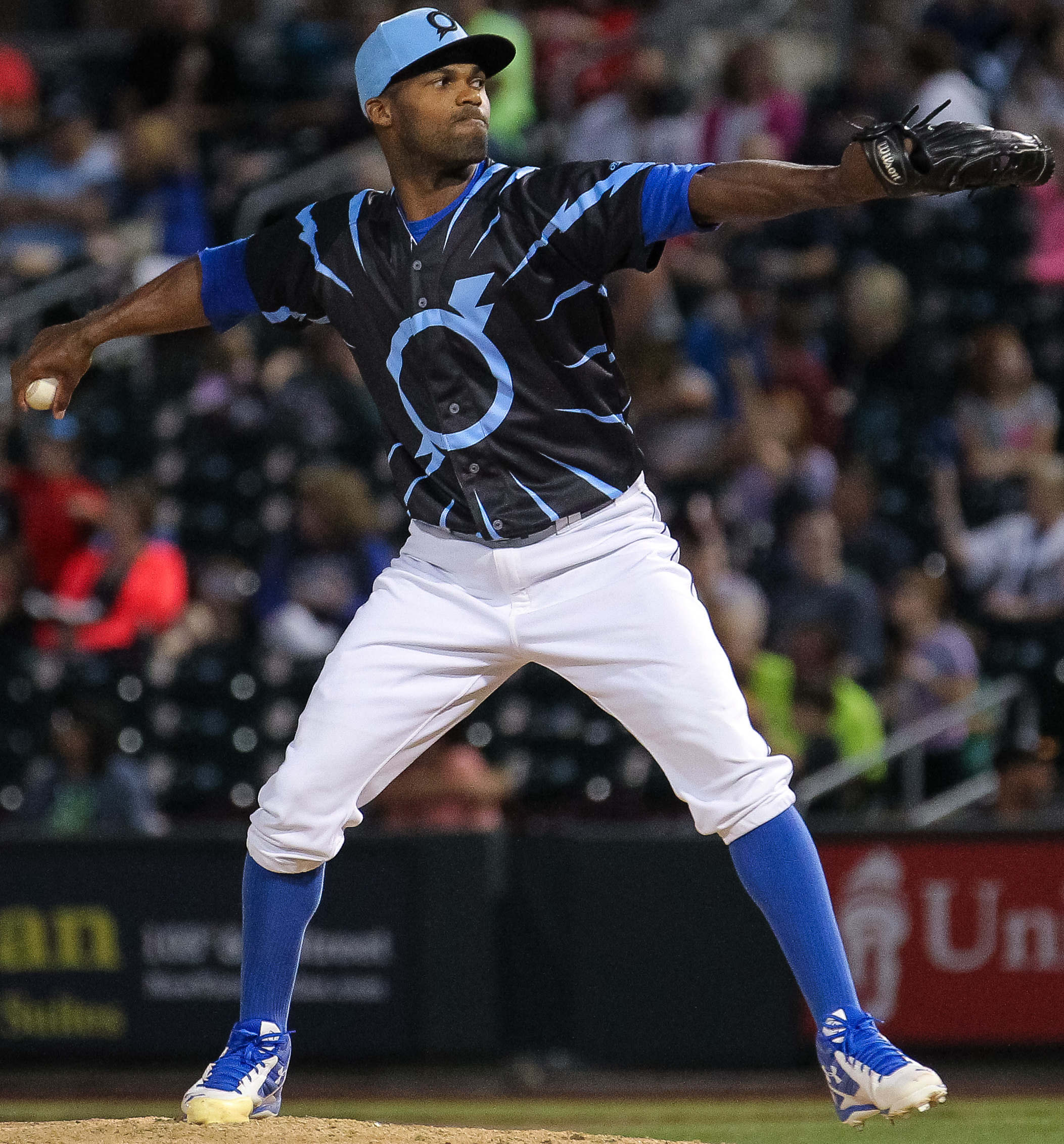
2017年6月24日

2017年1月7日にカンザスシティ・ロイヤルズとマイナー契約を結び、同年のスプリングトレーニングに招待選手として参加することになった。開幕は傘下のAAA級オマハ・ストームチェイサーズで迎え、5月10日にメジャー契約を結んでアクティブ・ロースター入りしたが、21日にDFAとなり、23日にAAA級オマハへ配属された。7月3日に再びメジャー契約を結んでアクティブ・ロースター入りした。7月24日に再びDFA、29日に自由契約となった。

### ホワイトソックス傘下時代
2017年8月4日にシカゴ・ホワイトソックスとマイナー契約を結び、傘下のAAA級シャーロット・ナイツへ配属された。9月8日にメジャー契約を結んでアクティブ・ロースター入りした。12月1日にノンテンダーFAとなった。

### ブルージェイズ傘下時代
2018年1月25日にトロント・ブルージェイズとマイナー契約を結んだ。AAA級バッファロー・バイソンズで25試合に登板、1勝1敗4セーブ、防御率3.77の成績を残していたが、7月2日に自由契約となった。

### メキシカンリーグ時代
2019年4月12日にメキシカンリーグのモンクローバ・スティーラーズと契約した。モンクローバでは52試合に登板して、1勝1敗4セーブ、防御率3.27という成績を残した。
2021年は24試合に登板し、0勝1敗1セーブ、防御率2.78という成績を残していたが、8月26日に退団した。

### 独立リーグ時代
2023年2月16日にアトランティックリーグのロングアイランド・ダックスと契約した。

## 投球スタイル
球種は常時90mph台中盤から後半を計測するフォーシームと、スライダーの2つ。非常に高い奪三振率を誇るが、与四球率も高い。

## 詳細情報

### 年度別投手成績
| 年 度    | 球 団    | 登 板 | 先 発 | 完 投 | 完 封 | 無 四 球 | 勝 利 | 敗 戦 | セ 丨 ブ | ホ 丨 ル ド | 勝 率 | 打 者 | 投 球 回 | 被 安 打 | 被 本 塁 打 | 与 四 球 | 敬 遠 | 与 死 球 | 奪 三 振 | 暴 投 | ボ 丨 ク | 失 点 | 自 責 点 | 防 御 率 | W H I P |
| -------- | -------- | ----- | ----- | ----- | ----- | -------- | ----- | ----- | -------- | ----------- | ----- | ----- | -------- | -------- | ----------- | -------- | ----- | -------- | -------- | ----- | -------- | ----- | -------- | -------- | ------- |
| 2011     | DET      | 41    | 0     | 0     | 0     | 0        | 6     | 1     | 0        | 6           | .857  | 182   | 43.1     | 21       | 0           | 29       | 4     | 2        | 67       | 4     | 0        | 9     | 9        | 1.87     | 1.15    |
| 2012     | DET      | 8     | 0     | 0     | 0     | 0        | 0     | 0     | 0        | 1           | ----  | 53    | 13.1     | 6        | 0           | 8        | 0     | 0        | 18       | 0     | 1        | 1     | 1        | 0.68     | 1.05    |
| 2013     | DET      | 53    | 0     | 0     | 0     | 0        | 4     | 3     | 0        | 10          | .571  | 220   | 49.0     | 39       | 5           | 34       | 5     | 2        | 70       | 9     | 1        | 25    | 25       | 4.59     | 1.49    |
| 2014     | DET      | 72    | 0     | 0     | 0     | 0        | 3     | 1     | 1        | 17          | .750  | 236   | 57.1     | 46       | 7           | 21       | 1     | 3        | 63       | 2     | 2        | 16    | 16       | 2.51     | 1.17    |
| 2015     | DET      | 67    | 0     | 0     | 0     | 0        | 4     | 1     | 0        | 7           | .800  | 271   | 49.0     | 63       | 4           | 33       | 3     | 1        | 58       | 5     | 4        | 29    | 29       | 4.21     | 1.55    |
| 2016     | LAA      | 2     | 0     | 0     | 0     | 0        | 0     | 0     | 0        | 0           | ----  | 12    | 2.0      | 2        | 1           | 2        | 0     | 0        | 1        | 0     | 0        | 3     | 1        | 4.50     | 2.00    |
| 2017     | KC       | 11    | 0     | 0     | 0     | 0        | 0     | 1     | 0        | 1           | .000  | 42    | 10.0     | 7        | 0           | 6        | 0     | 0        | 9        | 0     | 0        | 4     | 4        | 3.60     | 1.30    |
| 2017     | CWS      | 10    | 0     | 0     | 0     | 0        | 0     | 1     | 0        | 2           | .000  | 29    | 8.0      | 3        | 0           | 2        | 0     | 0        | 5        | 0     | 0        | 1     | 1        | 1.13     | 0.63    |
| '17計    | CWS      | 21    | 0     | 0     | 0     | 0        | 0     | 2     | 0        | 3           | .000  | 71    | 18.0     | 10       | 0           | 8        | 0     | 0        | 14       | 0     | 0        | 5     | 5        | 2.50     | 1.00    |
| MLB：7年 | MLB：7年 | 264   | 0     | 0     | 0     | 0        | 17    | 8     | 1        | 44          | .680  | 1045  | 245.0    | 187      | 17          | 135      | 13    | 8        | 291      | 20    | 8        | 88    | 86       | 3.16     | 1.31    |

- 2022年度シーズン終了時

### 年度別守備成績
| 年 度 | 球 団 | 投手（P） | 投手（P） | 投手（P） | 投手（P） | 投手（P） | 投手（P） |
| 年 度 | 球 団 | 試 合     | 刺 殺     | 補 殺     | 失 策     | 併 殺     | 守 備 率  |
| ----- | ----- | --------- | --------- | --------- | --------- | --------- | --------- |
| 2011  | DET   | 41        | 3         | 3         | 0         | 0         | 1.000     |
| 2012  | DET   | 8         | 0         | 2         | 0         | 0         | 1.000     |
| 2013  | DET   | 53        | 4         | 2         | 1         | 0         | .857      |
| 2014  | DET   | 72        | 4         | 5         | 0         | 1         | 1.000     |
| 2015  | DET   | 67        | 5         | 9         | 0         | 2         | 1.000     |
| 2016  | LAA   | 2         | 0         | 0         | 0         | 0         | ----      |
| 2017  | KC    | 11        | 2         | 3         | 0         | 0         | 1.000     |
| 2017  | CWS   | 10        | 0         | 4         | 0         | 0         | 1.000     |
| '17計 | CWS   | 21        | 2         | 7         | 0         | 0         | 1.000     |
| MLB   | MLB   | 264       | 18        | 28        | 1         | 3         | .979      |

- 2022年度シーズン終了時

### 背番号
- 62（2011年 - 2017年7月23日）
- 58（2017年9月8日 - 同年終了）